# 간다베룬다
간다베룬다(산스크리트어: गण्डभेरुण्ड)는 머리가 두 개인 새로, 힌두교의 유지신 비슈누의 아바타라인 나라심하의 한 형태로, 신화에서 시바의 화신인 샤라바와 히란야카시푸를 동시에 토막내 죽였다. 그는 많은 힌두교 경전에 등장한다.

## 묘사
두 마리의 머리를 가진 독수리의 형태를 한 간다베룬다는 발톱과 부리에 두 마리의 코끼리를 안고 있으며, 그의 엄청난 힘을 드러내고 있다. 마두라이에서 발견된 동전에서 그는 부리에 뱀을 안고 있다. 모든 2차원 묘사는 그가 쌍두독수리인 대칭적인 이미지를 보여주며, 다른 이미지는 완두콩처럼 긴 꼬리 깃털을 보여준다. 카르나타카주 벨루루의 첸나케샤바 사원에서 간다베룬다는 두 마리의 머리를 가진 독수리로서 우주가 파괴되는 연쇄적인 파괴의 장면에 새겨져 있다.

## 전설
나라심하는 아수라 왕 히란야카시푸를 토막내어 죽인 후 다른 아수라들을 모두 불태워 죽이고 승리를 거두었다. 이 사건의 원래 이야기에서는 아수라왕과 아수라 왕비 카유두의 아들 프랄라다가 데바와 데비들과 함께 그에게 기도하고 그를 축하한 후 나라심하가 바이쿤타로 갔다고 한다. 그러나 비슈누파와 시바파 경전에는 이 사건에 비슈누와 시바가 등장하는 이야기가 전해진다. 이 이야기에서 나라심하가 히란야카시푸와 싸울 때 그의 분노로 우주를 파괴할 것이라고 생각한 데바와 데비들은 비슈누와 시바에게 도움을 요청한다. 시바는 우주를 지키기 위해 비라바드라의 모습을 하고 나라심하에게 물러가라고 말했지만 나라심하는 이를 막고 비라바드라를 쫓아냈다. 비슈누는 두 개의 머리를 가진 독수리 동물인 나라심하의 대체 형태로 간다베룬다의 모습을 취했고, 시바는 사자와 독수리를 합친 샤라바의 모습을 취했다. 간다베룬다로 변신한 나라심하와 샤라바, 히란야카시푸는 18일간 전투를 벌였다. 18일째 되는 날, 간다베룬다 역의 나라심하는 샤라바와 히란야카시푸를 동시에 토막내어 죽였다. 샤라바는 간다베룬다로 변신한 나라심하에게 자신을 떠나라고 말했고, 그 후 간다베룬다 역의 나라심하는 침착해졌다. 샤라바는 존경의 표시로 자신의 몸의 가죽을 벗겨 간다베룬다의 나라심하에게 주었고, 간다베룬다의 나라심하는 그것을 가죽으로 입고 샤라바에게 가죽을 주었고, 샤라바는 가죽을 몸에 붙여서 완전히 자신의 피부처럼 키웠다고 한다. 이제 우주는 평화롭고 온전해졌고, 나라심하로서의 간다베룬다와 샤라바는 비슈누와 시바의 본 모습을 취해 각각 바이쿤타와 카일라샤로 돌아갔다.

## 용례
간다베룬다는 마이소르 왕국의 왕가인 와디야르 왕조의 상징으로, 인도가 통일된 후 마이소르주에서 상징으로 보관했다. 마이소르주는 1956년에 확대되어 1973년 카르나타카주로 이름이 바뀌었으며, 간다베룬다는 카르나타카주의 공식 상징이 되었다. 카르나타카 주정부는 간다베룬다를 공식 상징으로 사용하며 카르나타카주 도로교통공사에서 발행한 버스 터미널과 티켓에서 간다베룬다를 발견할 수 있다. 아치우타 데바 라야 통치 시대의 금화는 동전에 간다베룬다를 사용한 최초의 금화이다. 인도 해군 함정 INS Mysuru(D60)의 문장은 간다베룬다를 보여준다.
켈라디 나야카의 수도이자 시모가구의 사원 마을인 켈라디에 있는 라메슈바라 사원 지붕에서 간다베룬다를 보여주는 동상이 발견되었다.

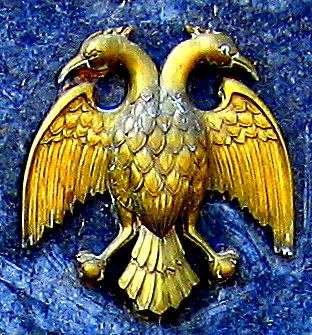
마이소르 궁전의 간다베룬다 문장.
인도 카르나타카주의 문장으로 사용된 간다베룬다.
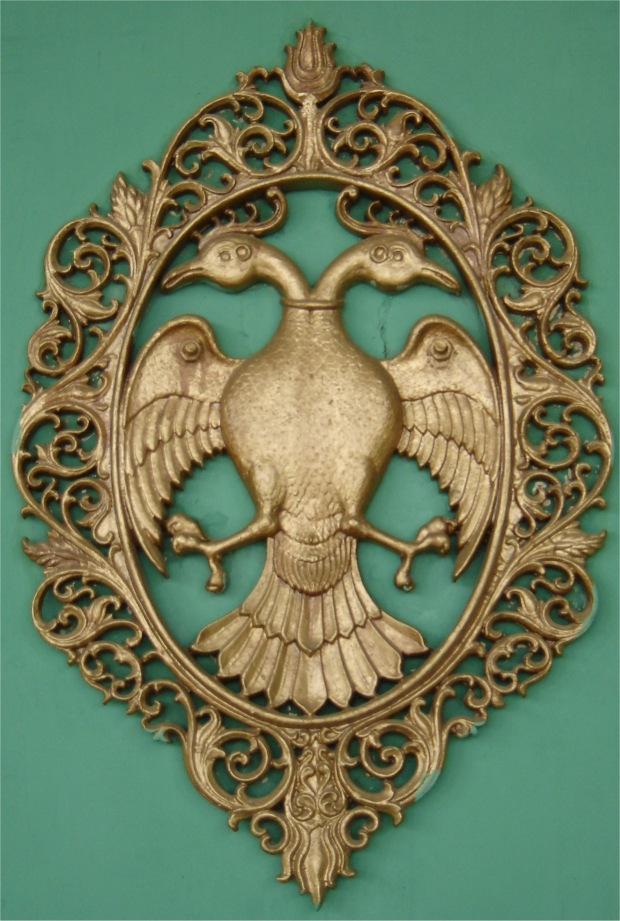
마이소르 랄리타 마할의 간다베룬다 문장.